# Хар, Ричард, 4-й граф Листоуэл
Ричард Гренвиль Хар, 4-й граф Листоуэл (англ. Richard Granville Hare, 4th Earl of Listowel; 12 сентября 1866 — 16 ноября 1931) — англо-ирландский пэр и офицер. Он носил титул учтивости — виконт Эннисмор с 1866 по 1924 год.

## Биография
Родился 12 сентября 1866 года. Старший сын Уильяма Хара, 3-го графа Листоуэла (1833—1924), и леди Эрнестины Браднелл-Брюс (1847—1936), дочери 3-го маркиза Эйлсбери.
Он получил образование в Итонском колледже и в колледже Крайст-Черч в Оксфорде. В 1890 году он был назначен лейтенантом гренадерской гвардии, а затем переведен в 4-й батальон Королевских мюнстерских стрелков.
После начала Второй англо-бурской войны в конце 1899 года лорд Эннисмор был откомандирован на действительную службу в Имперский йоменский полк, а в феврале 1900 года назначен лейтенантом 45-й (Дублинской) роты, прикрепленной к 13-му батальону Имперского йоменского полка. Виконт Эннисмор отправился в Южную Африку в марте 1900 года.
Участвовал в Первой мировой войне, сражался на Западном фронте, где получил чине майора в качестве добровольца полка Лондонского графства, а затем был переведен в Королевский Мюнстерский стрелковый полк.
5 июня 1924 года после смерти своего отца Ричард Хар унаследовал титулы 4-го графа Листоуэла, 4-го виконта Эннисмора и Листоуэла, 4-го барона Эннисмора из графства Керри и 2-го барона Хара из Конвамора в графстве Корк, став членом Палаты лордов Великобритании.

## Личная жизнь
1 декабря 1904 года Ричард Хар женился на достопочтенной Фреде Ванден-Бемпде-Джонстон (9 апреля 1885 — 10 марта 1968), дочери Фрэнсиса Ванден-Бемпде-Джонстона, 2-го барона Дервента, и Этель Стрикленд-Констебль. У супругов было шестеро детей:
- Уильям Фрэнсис Хар, пятый граф Листоуэл (28 сентября 1906 — 12 марта 1997), старший сын и преемник отца.
- Достопочтенный Гилберт Ричард Хар (5 сентября 1907 — 14 сентября 1966)
- Джон Хью Хар, 1-й виконт Блекенхем (22 января 1911 — 7 марта 1982)
- Леди Этель Патрисия Хар (29 октября 1912 — 24 октября 2005)
- Леди Элизабет Сесилия Хар (8 мая 1914—1990), 1-й муж с 1936 года Артур Гиннесс, виконт Элведен (1912—1945), сын и наследник Руперта Гиннесса, 2-го графа Айви, 2-й муж с 1947 года Эдвард Мор О’Ферралл.
- Достопочтенный майор Алан Виктор Хар (14 марта 1919 — 10 апреля 1995).

Лорд Листоуэл скончался 16 ноября 1931 года в возрасте 65 лет. Ему наследовал его старший сын, Уильям Хар, 5-й граф Листоуэл.